# Syneuodynerus insolitus
Syneuodynerus insolitus är en stekelart som beskrevs av Gusenleitner 1994. Syneuodynerus insolitus ingår i släktet Syneuodynerus och familjen Eumenidae. Inga underarter finns listade i Catalogue of Life.